# Live in New York City
Live in New York City – album koncertowy Johna Lennona wydany w 1986 roku pod nadzorem Yoko Ono. Płyta jest drugim albumem koncertowym w karierze Johna (po wydanym w 1969 roku Live Peace in Toronto 1969) i zawiera zapis koncertu, który odbył się w Madison Square Garden w Nowym Jorku, 30 sierpnia 1972 roku.

## Opis albumu
Album jest zapisem ostatniego publicznego występu Johna Lennona. Zawiera on piosenki z jego trzech pierwszych solowych płyt (John Lennon/Plastic Ono Band, Imagine oraz Some Time in New York City). Koncert został przeprowadzony w okresie, kiedy władze amerykańskie śledziły i prześladowały Lennona, czego skutki słychać w często nerwowych komentarzach artysty. Poza własnymi kompozycjami John podczas koncertu zagrał "Come Together" (piosenka napisana wraz z Paulem McCartneyem i wydana w 1969 roku na płycie zespołu The Beatles – Abbey Road) i "Hound Dog" (utwór wykonywany pierwotnie przez Elvisa Presleya).

## Pozycja na listach przebojów
Płyta sprzedawała się dobrze, na listach przebojów w Wielkiej Brytanii zajęła 55. miejsce, w USA, natomiast była 41. i osiągnęła status złotej.

## Lista utworów
Wszystkie piosenki napisane przez Johna Lennona, poza zaznaczonymi.
| 1.  | "New York City"                                           | 3:38  |
|     |                                                           |       |
| 2.  | "It's So Hard"                                            | 3:18  |
|     |                                                           |       |
| 3.  | "Woman is the Nigger of the World" (John Lennon/Yoko Ono) | 5:30  |
|     |                                                           |       |
| 4.  | "Well Well Well"                                          | 3:51  |
|     |                                                           |       |
| 5.  | "Instant Karma!"                                          | 3:26  |
|     |                                                           |       |
| 6.  | "Mother"                                                  | 5:32  |
|     |                                                           |       |
| 7.  | "Come Together" (John Lennon/Paul McCartney)              | 4:21  |
|     |                                                           |       |
| 8.  | "Imagine"                                                 | 3:17  |
|     |                                                           |       |
| 9.  | "Cold Turkey"                                             | 5:29  |
|     |                                                           |       |
| 10. | "Hound Dog" (Jerry Leiber/Mike Stoller)                   | 2:58  |
|     |                                                           |       |
| 11. | "Give Peace a Chance"                                     | 1:10  |
|     |                                                           |       |
|     |                                                           | 42:30 |
|     |                                                           |       |